# Горюнова, Татьяна Николаевна
Татья́на Никола́евна Горюно́ва (в монашестве — Тара́сия; 1865, Ардатов — ?) — третья игуменья Ардатовского Покровского женского монастыря. 

## Биография
Татьяна Николаевна Горюнова родилась в семье мещан города Ардатова Нижегородской губернии в 1856 году. Получила домашнее образование. В 1865 году поступила в Ардатовский Покровский женский монастырь, где проходила клиросное и рукодельное послушание. С 1885 года — в его штате. 28 февраля 1902 года избрана настоятельницей монастыря. 14 марта того же года пострижена в монахини под именем Тарасии, 17 марта возведена в сан игуменьи. В ноябре 1902 года монастырская церковноприходская школа  для девочек была преобразована из одноклассной в двухклассную. В июле 1903 года во время открытия мощей Серафима Саровского встречалась с российским императором Николаем II и получила от него золотой наперстный крест. В последующие годы продолжала активное строительство зданий монастыря — количество каменных келий к 1906 году возросло с пяти до восьми, общее число женщин в монастыре достигло 365 в 1905 и 377 в 1906 годах. После Октябрьской революции монастырь был преобразован в сельскохозяйственную артель, но первоначально Горюнова продолжала ей руководить. 6 января 1919 года по указу Ардатовского земельного отдела была отстранена от руководства, а не её место была назначена Евдокия Степановна Шишина (матушка Еннафа). Дальнейшая судьба Татьяны Николаевны Горюновой неизвестна.